# Vrhovljan
Vrhovljan is een plaats in de gemeente Sveti Martin na Muri in de Kroatische provincie Međimurje. De plaats telt 336 inwoners (2001).